# Mera pilsner, punk och poesi
Mera pilsner, punk och poesi är samlingsskiva på två CD med Attentat. Första cd:n är singellåtar, b-sidor, outtakes eller från radioprogrammet ”Utspel” våren 1981, då inspelade live i studion utan pålägg. Alltså alla låtar som dittills (1998) inte utgivits på cd eftersom de inte är albumspår eller har fått plats på samlingsplattan ”Pilsner, punk och poesi”. Andra cd-n är återutgivning av LP:n ”I denna stan”.     

## Låtarna på albumet
CD1
1. Svarta fåret
2. Ser dej
3. Hej gamle man
4. I love you love me love
5. Mankomplex (Utspel)
6. Brustna ideal (Utspel)
7. (Jag vill inte spela) Lotto (Utspel)
8. Vår musik (Utspel)
9. Bengt (Utspel)
10. Nymoralism (Utspel)
11. En liten grabb (Utspel)
12. Ensam (Utspel)
13. Sista budet (Utspel)
14. Vid en gräns (Utspel)
15. Omyndiga
16. Slå, banka å sparka
17. Död bland döda

CD 2 
1. Tatuerade tårar 2.30
2. Revolver 3.49
3. Samarin 2.39
4. Kraften 4.08
5. Du var en vän 2.11
6. I denna stan 4.33
7. Här e jag 3.43
8. Bonden, byråkraten å jag 3.21
9. Trasiga skor 3.17
10. Tumlar runt 5.02
11. Rudebecks å Sam 3.26

Text och musik: Attentat förutom ”I love you, love me love” (Glitter/Leander) och Trasiga Skor (C Vreeswijk). 

## Medverkande
Attentat:Mats Jönsson, Magnus Rydman, Cristian Odin och Peter Björklund. 
På ”Död bland döda” deltar inte de två sistnämnda utan istället Martin Fabian och Dag Wetterholm.